# Hilaire Verloge
Hilaire Verloge, genannt Alarius (* um 1684 in Gent; † 1734 ebenda)  war ein flämischer Gambist und Komponist des Barock, der in Frankreich wirkte.

## Leben
Hilaire Verloge war ab etwa 1704 bis 1715 Mitglied der Hofkapelle des Maximilian II. Emanuel von Bayern, während dessen Exil in Frankreich. Dort wurde er von Musikern wie Antoine Forqueray und Jean-Baptiste Anet beeinflusst. Nach der Rückkehr Maximilians nach Bayern wurde Verloge „Ordinaire de la Musique de la Chambre du Roy“. Er trat regelmäßig als Gambist am Hof von Versailles auf. Er spielte hier hauptsächlich seine eigenen Kompositionen. 
Auch war Verloge, alias Alarius 1714 und 1715 einer der regelmäßigen Ausführenden in François Couperin „Les Concerts Royaux“. Im Vorwort der Veröffentlichung schrieb Couperin: „Diese Stücke eignen sich nicht nur für das Cembalo, sondern auch die Violine, die Flöte, die Oboe, die Gambe und das Fagott. Ich schrieb sie für die kleinen Kammer-Konzerte, die im Auftrage von Louis XIV fast jeden Sonntag während des ganzen letzten Jahres aufgeführt wurden. Die Stücke wurden von den Messieurs François Duval (Violine), André Danican Philidor (Oboe oder Fagott), Pierre Dubois (Oboe oder Fagott) und Alarius (Gambe) aufgeführt: Ich selbst spielte das Cembalo. In der Hoffnung, dass sie bei der Allgemeinheit den Gefallen finden werden, wie beim verstorbenen König. Ich veröffentliche hiermit mehrere vollständige Bände“.
Zwischenzeitlich war Verloge in Lyon in Diensten des Maréchal de France François de Neufville, duc de Villeroy, dem wichtigsten Gönner der lokalen „Académie des Beaux-Arts“. Nach seiner Pensionierung zog sich Verloge in seine Heimatstadt Gent zurück, wo er im darauf folgenden Jahr verstarb. 
Zu Verloges Werken gehört das Ballett „Le Ballet de la jeunesse“, welches er gemeinsam mit Jean-Baptiste Matho komponierte und das im Februar 1718 im Tuilerienpalast im Beisein des Königs aufgeführt wurde.

## Nachwirkung
Nach Alarius wurde in den 1950er-Jahren eines der frühen, die historische Aufführungspraxis praktizierenden Ensembles, das Alarius Ensemble benannt, dass 1972 in der La Petite Bande aufging.